# Jun’ichi
Jun’ichi (jap. じゅんいち, ジュンイチ) – popularne męskie imię japońskie.

## Możliwa pisownia
Jun’ichi można zapisać używając wielu różnych znaków kanji i może znaczyć m.in.:
- 順一, „posłuszny, jeden”[1]
- 純一, „czysty, jeden”
- 淳一, „czysty, jeden”
- 潤一, „wilgoć, jeden”
- 準一, „dostosować, jeden”
- 准一, „współpracownik, jeden”

## Znane osoby
- Jun’ichi Futatsuryū (順一), japoński zapaśnik sumo
- Jun’ichi Fujisaku (淳一), japoński reżyser anime i scenarzysta
- Jun’ichi Hirokami (淳一), japoński dyrygent
- Jun’ichi Inagaki (潤一), japoński popularny piosenkarz
- Jun’ichi Inamoto (潤一), japoński piłkarz grający na pozycji środkowego pomocnika
- Jun’ichi Kakizaki (順一), japoński artysta i rzeźbiarz
- Jun’ichi Kanemaru (淳一), japoński seiyū
- Jun’ichi Masuda (順一), japoński kompozytor muzyki do gier wideo
- Jun’ichi Misawa (純一), japoński piłkarz
- Jun’ichi Miyashita (純一), japoński pływak, brązowy medalista olimpijski
- Jun’ichi Nakatsuru (純一), japoński kompozytor muzyki do gier wideo
- Jun’ichi Sasai (醇一), oficer Japońskiej Cesarskiej Marynarki Wojennej
- Jun’ichi Satō (順一), japoński reżyser anime
- Jun’ichi Sawayashiki (純一), japoński kick-boxer, zawodnik K-1
- Jun’ichi Suwabe (順一), japoński seiyū
- Jun’ichi Tazawa (順一), japoński baseballista
- Jun’ichi Watanabe (淳一), japoński pisarz
- Jun’ichi Sugawara (淳一), japoński seiyū
- Jun’ichi Karigane (準一), japoński gracz Go

## Fikcyjne postacie
- Jun’ichi, bohater komiksu internetowego Tsunami Channel
- Jun’ichi Tsubaki (純一), bohater mangi Rockin' Heaven
- Jun’ichi Nagase, główny bohater anime Akaneiro ni somaru saka